# مدرسة جدة العالمية
مدرسة جدة الدولية (بالإنجليزية: Jeddah International School)‏ هي مدرسة خاصة تقع في جدة، المملكة العربية السعودية. المدرسة مُعتمدة من قبل جمعية المدارس في الولايات الوسطى الأمريكية، مما يجعلها واحدة من المدارس القليلة في المنطقة التي تحصل على هذا الاعتماد. تحتوي المدرسة على قسمين على أساس تفضيل اللغة، وهما قسم التدريس باللغة الإنجليزية وقسم باللغة الفرنسية، حيث يتم اعتماد المنهج الدراسي الفرنسي والأمريكي في التدريس. يتم تدريس اللغة العربية أيضا.

## الموقع
تقع المدرسة في حي الروضة، روضة سدحة، الخالدية، جدة، المملكة العربية السعودية.

## تكاليف الدراسة
| الصف الدراسي         | الرسوم            |
| -------------------- | ----------------- |
| مرحلة ما قبل المدرسة | 17,200 ريال سعودي |
| الروضة 1             | 18,500 ريال سعودي |
| الروضة 2             | 20,600 ريال سعودي |
| الصف 1               | 23,380 ريال سعودي |
| الصف 2               | 23,630 ريال سعودي |
| الصف 3               | 24,130 ريال سعودي |
| الصف 4               | 24,680 ريال سعودي |
| الصف 5               | 25,205 ريال سعودي |
| الصف 6               | 26,130 ريال سعودي |
| الصف 7               | 26,730 ريال سعودي |
| الصف 8               | 27,280 ريال سعودي |
| الصف 9               | 28,880 ريال سعودي |
| الصف 10              | 30,030 ريال سعودي |
| الصف 11              | 30,830 ريال سعودي |
| الصف 12              | 32,430 ريال سعودي |

## روابط خارجية
- الموقع الرسمي